# Cabecicos
Cabecicos es un pueblo situado en la huerta de Murcia, España, con 2000 habitantes. Se sitúa en la carretera F-8, muy cerca de pueblos como El Esparragal, Puente Tocinos o Casillas.[cita requerida]

## Denominación
El pueblo se denomina Cabecicos por las pequeñas montañas de tierra que antes había por el camino. El gentilicio es cabecicense.[cita requerida]

## Fiestas
Las fiestas se celebran en junio y el patrón es Félix de Cantalicio